# Anam (metropolitana di Seul)
Anam (안암역?, 安岩驛?, Anam-yeokLR) è una stazione della metropolitana di Seul servita dalla linea 6 della metropolitana di Seul. 
Si trova nel quartiere di Seongbuk-gu, nel centro della città sudcoreana. Servendo l'ospedale annesso all'Università della Corea, il sottotitolo della stazione è, in inglese, Korea University Hospital (고대병원앞?, 高大病院앞?, Godae byeongwon-apLR).

## Linee
Seoul Metro
 Linea 6 (Codice: 639)

## Storia
- 15 dicembre 2000: apertura della stazione in concomitanza con l'inaugurazione della tratta Eungam - Sangwolgok della linea 6.

## Struttura
La stazione è costituita da due marciapiedi laterali sotterranei serventi due binari passanti, protetti da porte di banchina a piena altezza.
| Direzione Eungam | Linea 6 | per Itaewon, Gongdeok, Digital Media City e Eungam |
| Direzione Sinnae | Linea 6 | per Seokgye, Bonghwasan e Sinnae                   |

## Stazioni adiacenti
| «         | Servizio | »                    |
| Linea 6   | Linea 6  | Linea 6              |
| --------- | -------- | -------------------- |
| 638 Bomun | -        | Korea University 640 |